# Lâu đài Ojców
Lâu đài Ojców (tiếng Ba Lan: Zamek Ojców) - một lâu đài nằm ở vùng cao Kraków-Częstochowa, một phần của hệ thống lâu đài được gọi là Eagle's Nests (tiếng Ba Lan: Orle Gniazda) - trước đây bảo vệ biên giới phía nam của Vương quốc Ba Lan; hiện đang có một bảo tàng dành riêng cho lâu đài trong tòa tháp lâu đài đã được cải tạo lại. Lâu đài nằm ở làng Ojców (25 km về phía bắc Kraków), Voivodeship Ba Lan; ở Ba Lan.
Lâu đài được sử dụng như một thành trì, được xây dựng bởi Casimir III Đại đế vào nửa sau của thế kỷ XIV. Lâu đài tọa lạc ở vườn quốc gia Ojcow

## Lịch sử

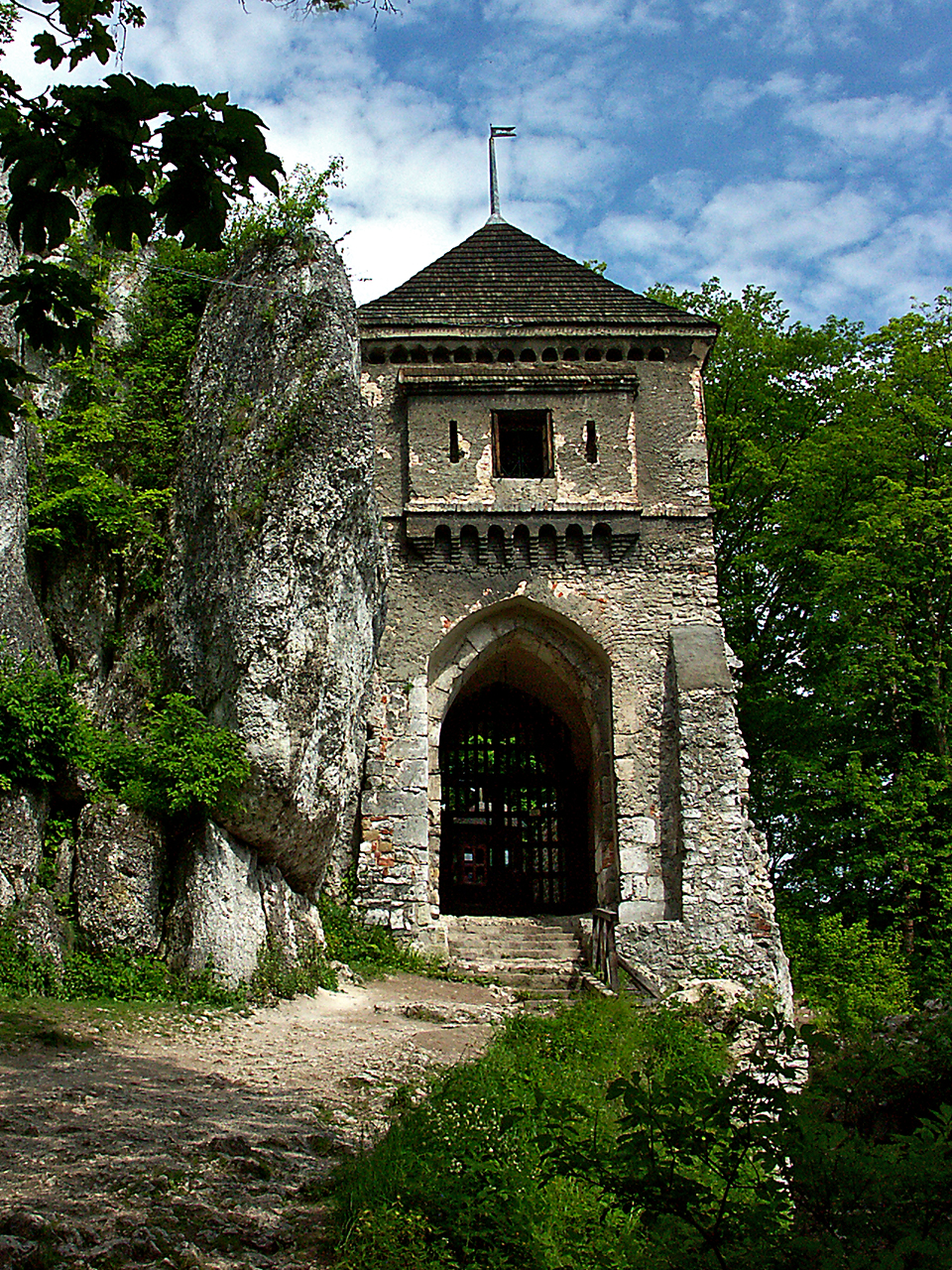
Lâu đài ở Ojców - gatehouse

Một truyền thuyết đề cập rằng lâu đài được xây dựng bởi Công tước Wrocław Wiesław I, anh rể của Popiel, tuy nhiên thông tin đầu tiên được ghi lại về lâu đài đến từ thế kỷ thứ mười bốn - liên kết với Vua Casimir III Đại đế, người đã sử dụng lâu đài như một phần của tuyến phòng thủ của mình chống lại Vương quốc Bohemia và miền nam. Nhà vua được gọi là lâu đài để vinh danh cha mình, Władysław I okietek, gọi đó là Father by the Rock (tiếng Ba Lan: Ociec u skały). Năm 1665, thành trì đã được chiếm giữ bởi người Thụy Điển, nơi họ bị đốt cháy và giải mã một phần. Nhà của Koryciński, người sở hữu lâu đài, đã cải tạo nó, và xây dựng thêm khu nhà ở. Các trận chiến khác nhau trong suốt các thế kỷ sau đã khiến lâu đài bị thay đổi giữa các chủ sở hữu khác nhau. Làm cho lâu đài phải trải qua nhiều chu kỳ cải tạo và giải cấu trúc, hiện tại lâu đài là một tòa nhà đẹp như tranh vẽ và phục hồi lại những thứ đã hủy hoại.

Diễn viên và diễn viên hài Andrzej Grabowski đã viết một tuyên bố về chuyến thăm của mình: 
Jak gniazdo orła wzniesiony na skale

Na niskie chaty spoglądał zuchwale

Pchnął go czas...runął z całą wielmożnością swoją

A wiejskie nędzne chaty jak stały - tak stoją.

(How they raised the eagle's nest on the rock

Which had looked down proudly over the little cottages down below

Time pushed it upwards...then fell with all its might

The village's cottages stood in misery - and continue to do so.)